# Once Upon a Time in Tibet
Once Upon a Time in Tibet is een Chinees romantisch filmdrama uit 2010. Het is de tweede bioscoopfilm van regisseur Dai Wei.
Once Upon a Time in Tibet is een knieval naar producties met een nationalistisch sentiment voor het moederland, zoals Feng Xiaoning dit tussen 1997 en 2001 bracht met zijn trilogie Red River Valley, Lovers' Grief Over the Yellow River en Purple Sunset. De naam is afgeleid van een achttal films met de naam Once Upon a Time in China waaraan Tsui Hark twintig jaar eerder begon.

## Verhaal
De film speelt zich af aan het begin van de Tweede Wereldoorlog in Azië (1937-1945). Amerikaans piloot Robert Smith vliegt met een vrachttoestel van India naar China ter ondersteuning van de strijd tegen de Japanners. Zijn vliegtuig stort onderweg neer in het noorden van Tibet. Een historische omissie is hier dat Tibet in deze tijd nog de facto onafhankelijk was van China.
Yongcho is een alleenstaande moeder die door haar clan is verbannen, omdat ze wordt beschuldigd een reïncarnatie van het kwaad te zijn.
Robert overleeft de crash dankzij een parachute. In zijn tocht naar zijn strijdmakkers komt hij aan bij de voormalige clan van Yongcho die hem aanziet voor een roodharige duivel. De dorpelingen willen hem lozen en het dorpshoofd besluit hem te verbannen naar dezelfde plek als Yongcho. Tussen de twee bloeit een romance op.
Terwijl de Chinese autoriteiten moeite doen Robert te bevrijden, gaat het gerucht dat Robert tijdens zijn vliegtuigcrash een moord heeft begaan. Yongcho's broer Jiangcho wordt door de clan ingeschakeld Robert op te pakken, onder aanmoediging dat hij de vrouw van zijn keuze mag trouwen als hij daarin slaagt.

## Rolverdeling
| Acteur        | Personage    |
| ------------- | ------------ |
| Joshua Hannum | Robert Smith |
| Peter Ho      | Jiangcho     |
| Jia Song      | Yongcho      |